# Mafamude
Mafamude ist eine portugiesische Gemeinde (Freguesia) im Concelho Vila Nova de Gaia. 
Sie bildet zusammen mit den Freguesias Santa Marinha, Canidelo und Vilar de Andorinho die Stadt Vila Nova de Gaia.
Schutzpatron des Ortes ist der heilige Christophorus. 
1847 wurde hier der Bildhauer António Soares dos Reis geboren, 1930 die Dichterin Maria Alberta Menéres, und 1975 die Fußballnationalspielerin Paula Cristina.

## Bauwerke
- Casa de Maravedis

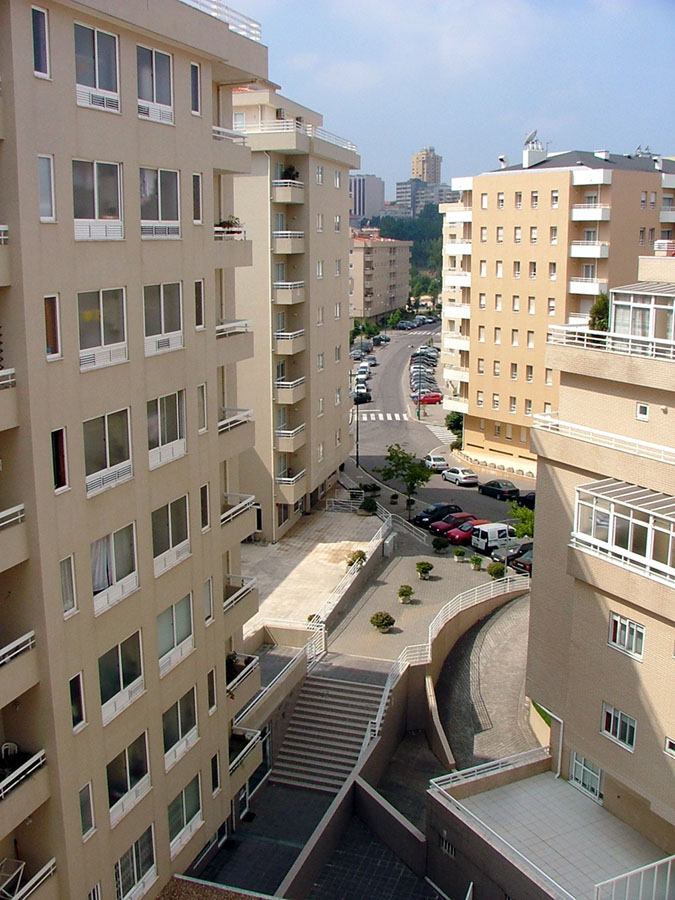
Moderne Wohnbauten kennzeichnen das Gesicht von Mafamude.

- Escola Primária do Cedro (1958–60)
- Palácio de Justiça de Vila Nova de Gaia
- Edifício da Santa Casa da Misericórdia de Vila Nova de Gaia
- Igreja Paroquial de Mafamude
- Antigo Tribunal Judicial de Vila Nova de Gaia
- Colégio de Nossa Senhora da Bonança
- Bairro do Cabo Mor

## Persönlichkeiten
- António Soares dos Reis (1847–1889), Bildhauer, Vertreter des Realismus, hier geboren
- Rui Pinto (* 1988), Whistleblower, hier geboren